# Yarkand
Yarkand (en uigur: يەكەن ناھىيىسى, romanizado: Yarkänt nahiyisi; en chino, 叶尔羌; pinyin, Y'ěrqiāng) también conocida por su nombre chino de Shache (en chino, 莎车县; pinyin, Shāchē xiàn) es un condado bajo la administración directa de la Prefectura Kasgar en la Región autónoma de Sinkiang, República Popular China. Su área es de 8956 km² y su población total para 2010 superó los 760 mil habitantes.
Yarkand fue también el nombre de un antiguo reino budista situado entre Pishan y Kasgar, en la rama de la Ruta de la Seda que transcurría por el extremo sur del desierto de Taklamakán, en la cuenca del Tarim.

## Administración
Desde 2019, el condado Yarkand se divide en 34 pueblos que se administran en 5 subdistritos, 14 poblados, 14 villas y 1 villa étnica.

## Capital
Su capital es Yarkand, es una ciudad-oasis situada en la provincia de Sinkiang. El oasis está regado por las aguas del río Yarkand que fluye desde la cordillera del Pamir (también llamadas ‘‘Congling’’, literalmente “montañas de las cebollas” llamadas así por las abundantes cebollas salvajes que crecen en la zona). El oasis ocupa un área total de 3.210 km² aunque fue mucho más extenso antes del intenso periodo de sequía que afectó a la zona a partir del siglo III.
La ciudad está situada de forma estratégica a medio camino entre Jotán y Kasgar, en la unión entre la rama norte hacía Aksu. Fue también estación de término para las caravanas que llegaban desde la India vía Ladakh y que continuaban a través del paso del Karakórum hasta la cuenca del Tarim.
Desde Yarkand partía otra ruta destacada que se dirigía vía Tashkurghan al corredor de Wakhan desde donde los viajeros podían atravesar de una forma relativamente sencilla el paso de Baroghil situado en el actual norte de Pakistán o continuar camino hacia el valle y hasta Badakshan.

## Historia

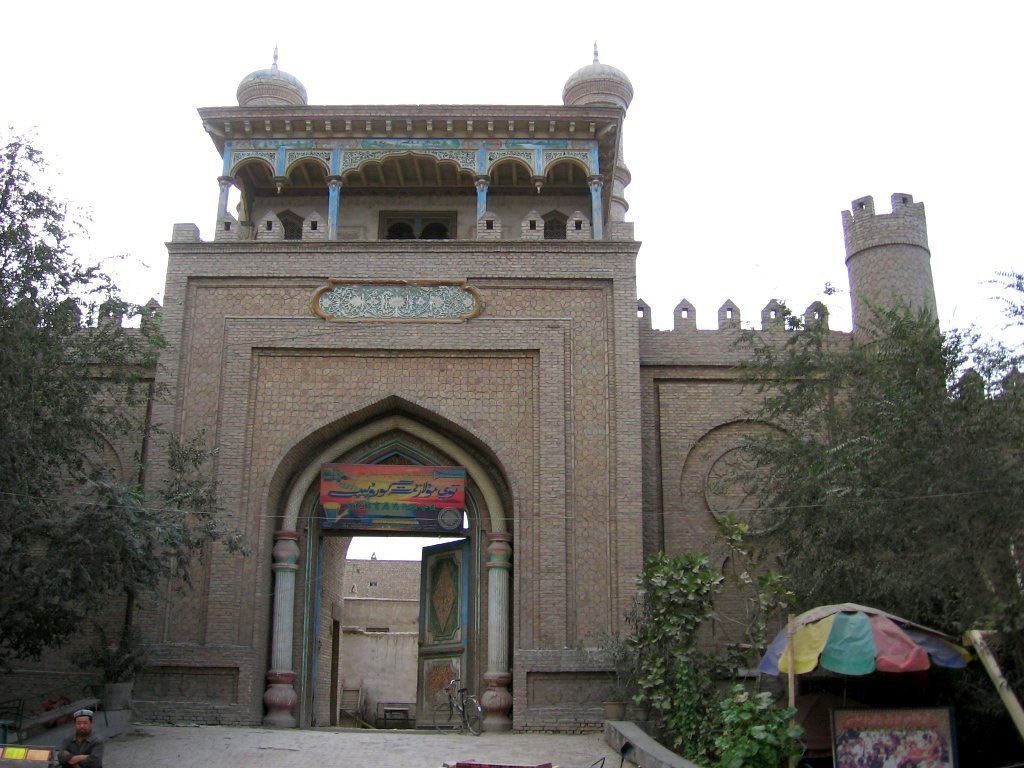
Entrada a la antigua ciudadela.

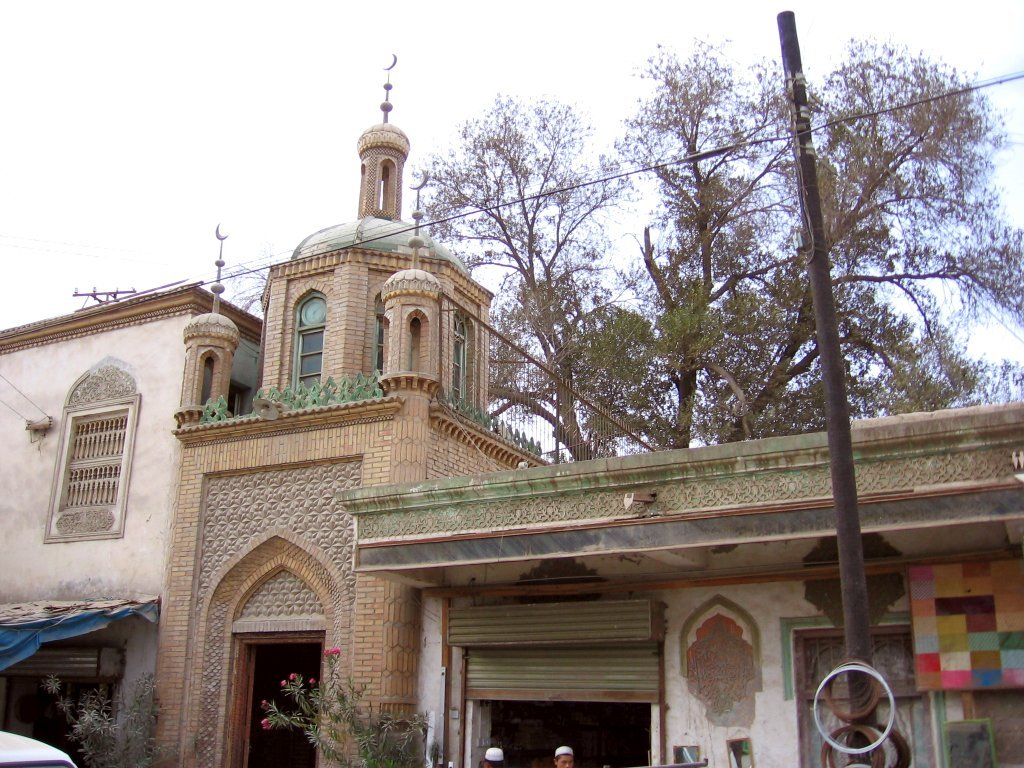
Mezquita en el barrio antiguo de la ciudad

El oasis de Yarkand era conocido por los chinos por lo menos desde el siglo II a. C. aunque los primeros apuntes que han llegado hasta nuestros días que hacen referencia a Yarkand aparecen en el Hou Hanshu (‘historia de los últimos Han’). La obra contiene algunos detalles sobre la compleja situación política que se vivía en China al abrirse las rutas de la seda al oeste en el siglo I. Por eso, se incluyen aquí algunos párrafos de la traducción de esta obra realizada por John E. Hill en el año 2004:

Yendo al oeste desde el reino de Suoju (Yarkanda) y atravesando los condados de Puli Tashkurghan y Wulei se llega hasta los Kushans. Al oeste está a unos 10.950 li (4.553 km) de Luoyang.
El Chanyu (Kan) de los Xiongnu tomó ventaja del caos provocado por Wang Mang (9-24) e invadió las regiones del oeste. Sólo Yan, el rey de Suoju [Yarkand], que era más poderoso que los otros, no consintió que se le anexionara. Anteriormente, durante la era del emperador Yuan (48-33 a. C., fue un príncipe prisionero que creció en la capital. Admiraba y amaba el reino del medio y extendió las normas de la administración china hasta su propio país. Ordenó a sus hijos que respetaran y sirvieran a la dinastía Han generación tras generación. Yan murió en el quinto año Tianfeng (18). Tras su muerte recibió el título de “rey esperanzado y marcial”. Le sucedió su hijo Kang.

En los inicios del reinado del emperador Guangwu (25-57), Kang lideró a los reinos vecinos en la lucha contra los Xiongnu. Escoltó y protegió a más de mil personas incluyendo oficiales, soldados, la esposa y el hijo del antiguo general protector. Envió una carta a Hexi (territorio chino al oeste del río Amarillo) para preguntar sobre las actividades del Reino del Medio, y expresó personalmente su admiración por la dinastía Han.

En el quinto año de Jianwu (29), el general de Hexi, Dou Rong, siguiendo instrucciones imperiales, otorgó a Kang los títulos de “Rey de los chinos de Suoju, protagonista de hazañas heroicas que le conceden virtudes y comandante jefe de las regiones del oeste. Los cincuenta y cinco reinos se convirtieron en dependientes a partir de entonces.

En el noveno año (33) murió Kang que recibió el título póstumo de “rey de los grandes éxitos”. Fue sucedido en el trono por su hermano menor, Xian. Xian atacó y conquistó los reinos de Jumi y Xiye matando a los dos reyes y colocando en el trono a dos de los hijos de su hermano Kang.

En el año 14 (38), junto con el rey de Shanshan mandó a unos emisarios al palacio imperial para ofrecer tributos. A partir de entonces, las regiones del oeste volvieron a estar en contacto con China. Todos los reinos al este de las montañas Pamir dependían de Xian.

En el año 17 (41), Xian envió nuevos emisarios al emperador para solicitar que se le asignará un General Protector. El emperador, utilizando al mismo emisario que le había sido enviado, concedió a Xian el sello y la banda de General Protector de las regiones del oeste y le envió carros, estandartes, oro y brocados.

Pei Zun, administrador de Dunhuang, escribió diciendo que no se debería de consentir que los extranjeros tuvieran una autoridad tan elevada. Un decreto Imperial ordenó entonces que el sello y las bandas de "General Protector" se devolvieron y fueran substituidos por el sello y las bandas de "Gran General Han". Xian se negó a devolverlas y Pei Zun las recuperó por la fuerza.

Xian quedó resentido. Además se llamó a sí mismo "gran protector general" al enviar cartas a todos los reinos que se sometieron a él y le dieron el título de Chanyu (kan). Xian se volvió arrogante, realizando importantes solicitudes de impuestos y tareas. Atacó en repetidas ocasiones Qiuci (Kucha) y a los otros reinos.

En el invierno del año 21 (45), 18 reinos, incluyendo el reino de Nearer Jushi (Turfán), Shanshan, Yanqi (Karashahr) y otros, enviaron a sus hijos para entrar al servicio del emperador y ofreciéndole tesoros. Como resultado, consiguieron audiencia, se postraron ante él con la esperanza de obtener un general Protector. El Hijo del Cielo, considerando que el Reino del Medio empezaba a volver a la paz mientras que las regiones fronterizas del norte seguían siendo atacadas, devolvió a todos los príncipes con generosos regalos.

Al mismo tiempo, Xian, seguro con su poder militar, quería anexionar las Regiones del Oeste por lo que incrementó los ataques. Los reinos, informados de que no se enviaría ningún General Protector, se preocuparon y asustaron. Enviaron una carta al Administrador de Dunhuang para solicitarle que se quedara con sus hijos que retornaran y poder decir así que los príncipes estaban retenidos ya que se enviaría a un General Protector. Entonces el rey de Yarkand detuvo las hostilidades. 

En el año 22 (46), Xian se enteró de que no iba a llegar ningún General Protector, envió una carta a An, el rey de Shanshan, ordenándole que cortara la ruta de los Han. An no aceptó la orden y mató al emisario. Xian se puso furioso y envió tropas para atacar Shanshan. An presentó batalla pero fue derrotado y huyó a las montañas. Xian mató o capturó a más de mil hombres.

Ese invierno, Xian volvió a atacar Qiuci, mató al rey y se anexionó el reino. Los príncipes rehenes estuvieron mucho tiempos detenidos en Dunhuang por lo que empezaron a preocuparse y huyeron y regresaron a sus reinos.

El rey de Shanshan escribió una carta al Emperador, expresándole el deseo de enviarle a su hijo para que entrara al servicio del emperador y solicitar de nuevo un General Protector ya que, si este no llegaba, se vería obligado a obedecer a los Xiongnu. El Hijo del Cielo respondió: “En este momento no podemos enviar tropas imperiales por lo que cada reino puede buscar ayuda donde pueda, desde el este al oeste, del sur al norte”. Shanshan y Jushi se sometieron de nuevo a los Xiongnu. Xian, mientras, se volvía más agresivo.

El rey de Guisai, creyendo que su reino estaba lo suficientemente lejos, mató al emisario de Xian. Xian entonces le atacó y le mató. Nombró entonces a un noble de la zona, Sijian, rey de Guisai. Xian designó a su hijo Zeluo como rey de Qiuci y transformó una parte de ese reino en el reino de Wulei (Yengisar).

Algunos años más tarde, la gente del reino de Qiuci asesinó a Zeluo y Sijian y mandaron emisarios a los Xiongnu para que les enviara a un rey que les substituyera. Los Xiongnu colocaron a un noble de Qiuci, Shendu, como rey y convirtieron el reino en dependiente de los Xiongnu.

Como que Dayuan (Ferganá) había reducido sus tributos e impuestos, Xian tomó personalmente el control de sus tropas y atacó Dayuan. Yanliu, el rey, se sometió antes del ataque. Xian designó a Qiaosaiti, rey de Jumi, como rey de Dayuan. Entonces Kangju le atacó en diversas ocasiones hasta que Qiaosaiti huyó a Keriya. Xian se nombró a sí mismo rey de Jumi y envió a Yanliu como rey de Dayuan, ordenándole que le enviara tributos y ofrendas.

Xian eliminó también al rey de Yutian (Khotan), Yulin, y nombró a su hermano, Weishi, rey de Yutian.

Un año más tarde, Xian sospechó que los reinos pretendían rebelarse. Sometió a los reyes de Jumi, Gumo y Zihe y les asesinó. No colocó a nuevos reyes en su lugar, únicamente envió generales para que mantuvieran el orden y guardaran los reinos. 

En el tercer año Yongping (60), durante el reinado del emperador Ming, un alto oficial llamado Dumo, intentó asesinar a Junde. Pero otro oficial se enteró del complot y asesinó a Dumo. Entonces se proclamó rey de Yutian. Junto a otros hombres del reino de Jumi atacó y asesino al general de Suoju que se encontraba en Pishan. 

Xian envió a su canciller de estado, junto con 20.000 hombres procedentes de distintos reinos, para atacar a Xiumo Va. Ba presentó batalla y derrotó a los soldados de Yarkand que huyeron. Más de 10.000 hombres murieron.

Xian envió de nuevo a cientos de hombres de distintos reinos y lideró personalmente un nuevo ataque contra Xiumo Ba. Ba ganó de nuevo, eliminando a más de la mitad de las tropas enemigas. Xian huyó hacia su reino. Xiumo Ba continuó avanzando hasta cercar Yarkand, pero fue herido y muerto por una flecha y sus tropas se retiraron a Khotan.

Suyule, canciller de estado de Khotan y otros apuntaron a Guangde, hijo de Xiumo Ba, hermano mayor del rey. Los Xiongnu, con Kucha, y los otros reinos atacaron Yarkand pero no fueron capaces de tomar el reino.

Más tarde, Guangde, conocedor de que Yarkand se encontraba exhausto, envió a su hermano menor, Ren, al mando de un ejército a atacar a Xian. Xian, que siempre estaba envuelto en batallas, mandó a un emisario para pactar la paz con Guangde. El padre de Guangde había estado detenido numerosos años en Yarkand, Xian retornó al padre y entregó a una de sus hijas en matrimonio a la vez que juraba hermandad a Guangde, por lo que los soldados se retiraron.

Al año siguiente (61), Queyun, canciller de Yarkand, preocupado por la arrogancia de Xian, conspiró para conseguir que la ciudad se sometiera a Khotan. Guagde, rey de Khotan, envió a 30.000 hombres a atacar a Yarkand. Xian permaneció en la ciudad para defenderla y envió este mensaje a Guagde: “Te he entregado a tu padre y esposa. ¿Por qué me atacas?”. Guagde le respondió: “Oh rey, eres el padre de mi esposa. Ha pasado mucho tiempo desde que nos conocimos. Quiero que nos encontremos, cada uno de nosotros escoltados por dos hombres, fuera de los muros de la ciudad para firmar una alianza”.

Xian consultó a Qieyun que le respondió: “Guangde es vuestro yerno; debes ir a verle”. Xian salió al encuentro. Guangde le capturó. Además, Qieyun ordenóa los soldados de la ciudad que capturaran a la esposa e hijos de Xian. Guangde se anexionó el reino, encadenó a Xian y se lo llevó a su casa. Un año más tarde le asesinó.

Cuando los Xiongnu se enteraron de la derrota de Yarkand enviaron a cinco generales con más de 30.000 soldados para sitiar Khotan. Se pidió a Guangde que se sometiera. Envió un emisario junto con un rehén y prometió que les entregaría cinco alfombras cada año. En invierno, los Xiongnu ordenaron capturar al hijo de Xian, Bujuzheng, para nombrarlo rey de Yarkand.

Entonces Guangde atacó y mató a Bujuzheng, y puso a su herman menor, Qili, en el trono. Esto sucedió en el tercer año Yuanhe (86) del emperador Zhang.

Entonces, Ban Chao envió tropas procedentes de diversos reinos a atacar Yarkand. Pronto derrotaron Yarkand que se sometió a los Han.

### Después de Xian
Después de este periodo existe muy poca información de la historia de Kashgar durante varios siglos. Existen un par de breves referencias en las historias de la dinastía Tang, pero parecen más notas sobre el oasis de Kharghalik situado más al sur.
Se cree que la ciudad fue conquistada por los musulmanes un poco después de que se sometiera a Kashgar a principios del siglo XI.

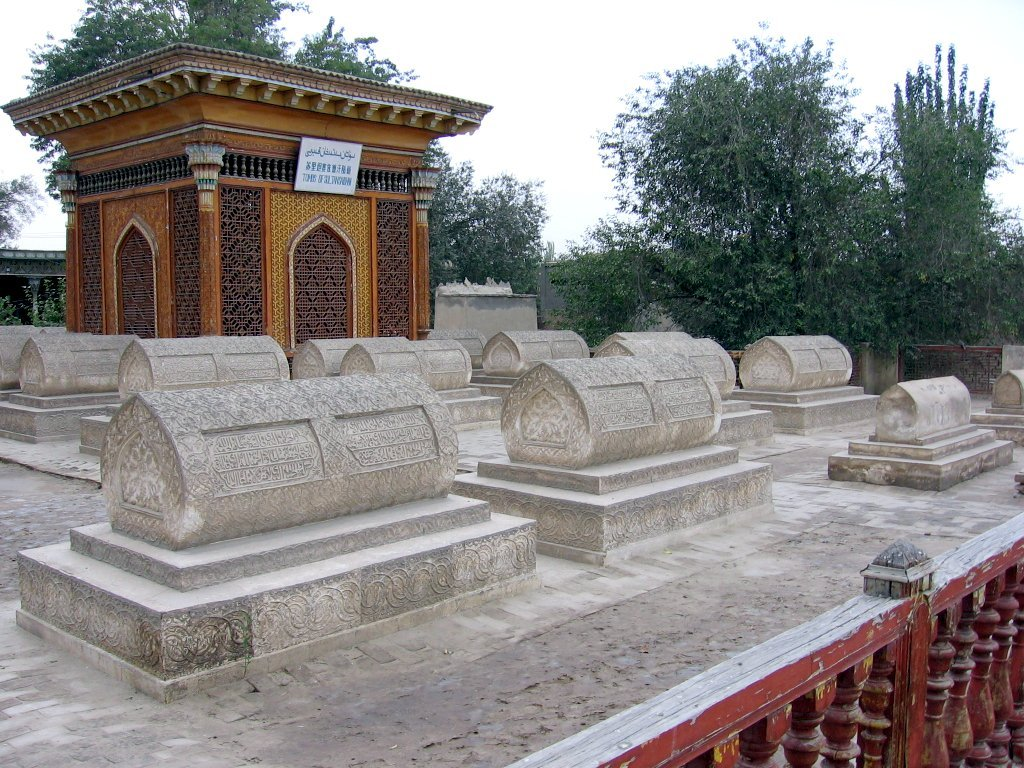
Tumbas reales.

Aparentemente, la ciudad fue la base en la región del Chagatai Kan (muerto en 1241) que conquistó Kashgaria tras la muerte de su padre, Gengis Kan, en 1227.
Marco Polo describió Yarkand (aproximadamente en el año 1260) únicamente como que el viaje por la provincia del sobrino de Kublai Kan, Kaidu, duraba unos cinco días; sus habitantes eran mayoritariamente musulmanes y que se encontraban unos pocos nestorianos y cristianos jacobinos. En la provincia abundaba la comida y, especialmente, el algodón.
Tras la desintegración del kanato de Chagatai, pasó a ser el centro de un kanato independiente en 1514.
Benedicto Göez, que buscaba una ruta desde China a India, llegó a Yarkand a finales del 1603. Se quedó en la ciudad durante algo más de un año, realizando un pequeño viaje a Khotan durante este periodo. Göez explicó:
«Hiarchan (Yarkand) la capital del reino de Cascar, es un mercado notable, tanto por la gran afluencia de comerciantes como por la variedad de mercancías. En esta capital, las caravanas de mercaderes procedentes de Kabul legan a su destino. La dirección de estas caravanas corresponde al rey, que inviste a sus jefes con una especie de autoridad real sobre los mercaderes. Pasan doce meses hasta que una nueva compañía se forma, ya que el camino es largo y peligrosos, y la caravana no se forma cada año, sólo cuando un número importante se quiere unir a ella y cuando se sabe que se les autorizará a entrar en Cathay.»
A finales del siglo XVI, Yarkand se incorporó al kanato de Kashgar y los chinos recuperaron el control a mediados del siglo XVIII.
En el siglo XIX, gracias a la actividad del comercio con Lahore en la India y gracias también a la llegada de mercaderes extranjeros, la población de la ciudad aumentó, siendo incluso mayor que la de Kashgar.
Mohammed Yakub conquistó Khotan, Aksu, Kashgar y las ciudades vecinas con la ayuda de los rusos en la década de 1860. Estableció su capital en Yarkand, ciudad en la que se instaló una embajada del Reino Unido en 1870 y 1873. Los chinos derrotaron a Yakub en Turfán en 1877; esto dio fin al Reino de Kashgaria y los chinos recuperaron el control de la región.

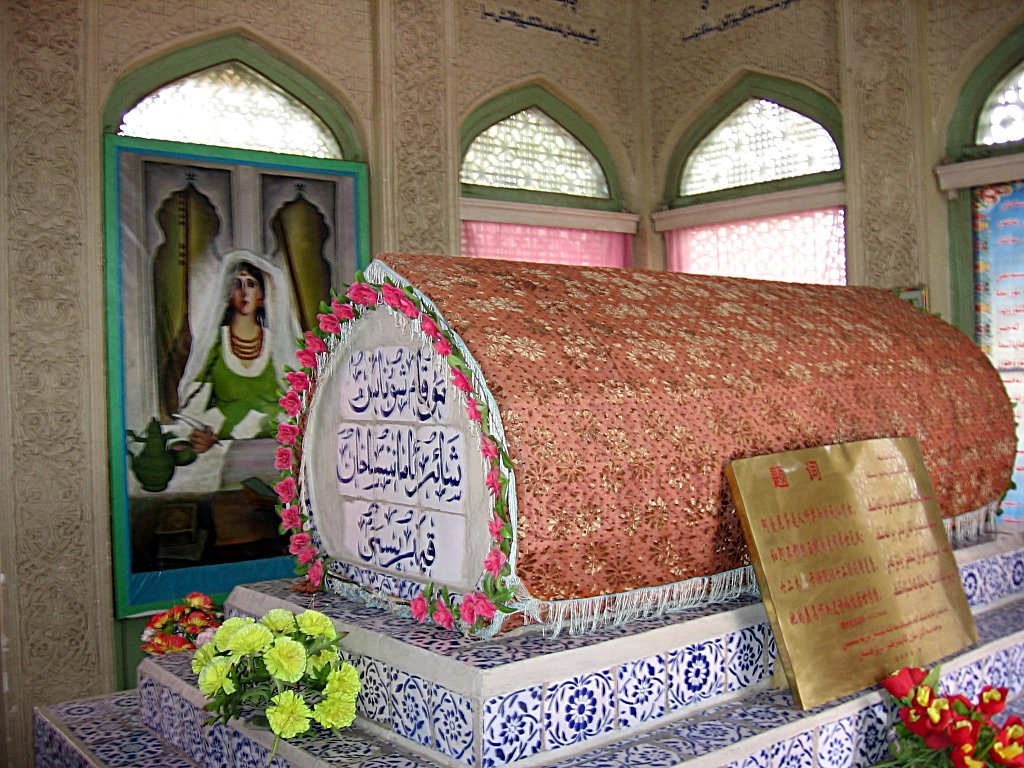
Tumba de Amanni sahan.

## Lugares de interés
- Mausoleo de Yarkand o Cementerio Dorado (“Altun”): construido en el año 1533 alberga la tumba de diversos reyes y reinas. Destaca la tumba de la reina Amanni sahan, mujer destacada en la cultura china gracias a sus aportaciones a la música y la poesía. Desde 1990 el lugar está reconocido como uno de los sitios arqueológicos de especial protección en la provincia ya que la decoración y los relieves del cementerio son únicos.